# Comté de Jefferson (Alabama)
Pour les articles homonymes, voir Jefferson et Comté de Jefferson.
Le comté de Jefferson (en anglais : Jefferson County) est le comté le plus peuplé de l'État américain de l'Alabama. Son chef-lieu est Birmingham. Sa population était de 674 721 habitants au recensement de 2200. Il a été constitué le 13 décembre 1819 en hommage à Thomas Jefferson.
En octobre 2012, il devient, avec plus de 4 milliards de dollars américains de dette, le comté ayant fait la plus grosse faillite de l'histoire américaine.

## Géographie
Le comté est situé dans la partie nord-centre de l'État, sur l'extension sud des Appalaches. Il est bordé par les comtés de Blount, Bibb, St. Clair, Shelby, Tuscaloosa et Walker. Sa superficie est de 2,911 km2, dont 2,882 km2 de terre et 29 km2 d'eau, soit 1 % du total.

## Transport
Les routes principales sont :
- Interstate 20
- Interstate 59
- Interstate 65
- Interstate 459
- U.S. Highway 11
- U.S. Highway 31
- U.S. Highway 78
- U.S. Highway 280
- U.S. Highway 411
- Alabama State Route 5
- Alabama State Route 75
- Alabama State Route 79
- Alabama State Route 150

## Démographie
| 1830  | 1840  | 1850  | 1860   | 1870   | 1880   |
| ----- | ----- | ----- | ------ | ------ | ------ |
| 6 855 | 7 131 | 8 989 | 11 746 | 12 345 | 23 272 |

| 1890   | 1900    | 1910    | 1920    | 1930    | 1940    |
| ------ | ------- | ------- | ------- | ------- | ------- |
| 88 501 | 140 420 | 226 476 | 310 054 | 431 493 | 459 930 |

| 1950    | 1960    | 1970    | 1980    | 1990    | 2000    |
| ------- | ------- | ------- | ------- | ------- | ------- |
| 558 928 | 634 864 | 644 991 | 671 371 | 651 525 | 662 047 |

| 2010    | - | - | - | - | - |
| ------- | - | - | - | - | - |
| 658 466 | - | - | - | - | - |